# ドリス・ウィッシュマン
ドリス・ウィッシュマン Doris Wishman（1912年6月1日 - 2002年8月10日）は、アメリカ合衆国の映画監督、脚本家、独立系映画製作者。
独学の映画製作者ウィッシュマンは、実験的映画手法、過激な美学で注目され、しばしば「女エド・ウッド」と形容される。彼女の作品の大半は、1960年代・70年代のアメリカのセクスプロイテーション映画市場で公開された。ウィッシュマンは映画史上、最も多作な女性映画監督の1人でもあり、近年カルト信奉者により再認識されている。

## 生い立ち
1912年6月1日にニューヨーク市で、ウクライナ系ユダヤ人移民の娘として生まれる。父親は飼料と穀物のセールスマン、母親は彼女の幼少期に亡くなった。ニューヨーク市ブロンクス区で育ち、ジェームズ・モンロー高校（James Monroe High School）を卒業した。高校卒業後、1930年代初頭にニューヨークのアルヴィーン演劇学校で演技を学び、シェリー・ウィンタースのクラスメートだったと証言している。後にハンターカレッジで学んだ。
1940年代後半から1950年代前半にかけて、アート映画とエクスプロイテーション映画を扱う独立系映画配給会社のいとこマックス・ローゼンバーグのもとで映画の契約担当者として働いた。1950年代にはニューヨーク市で女優としても働き、一時期ジョーゼフ・E・レヴィーンと仕事をしていた。同じ時期に広告コンサルタントのジャック・エイブラムスと結婚しフロリダに住んだ。しかし1958年にエイブラムスが31歳で心筋梗塞により亡くなり、結婚後わずか5か月で未亡人となった。ウィッシュマン自身によればエイブラムスの早すぎる死後、「自身の空白を埋める何かが必要」と感じ映画制作のキャリアをスタートさせた。

## 1960年 - 1964年のヌーディスト期

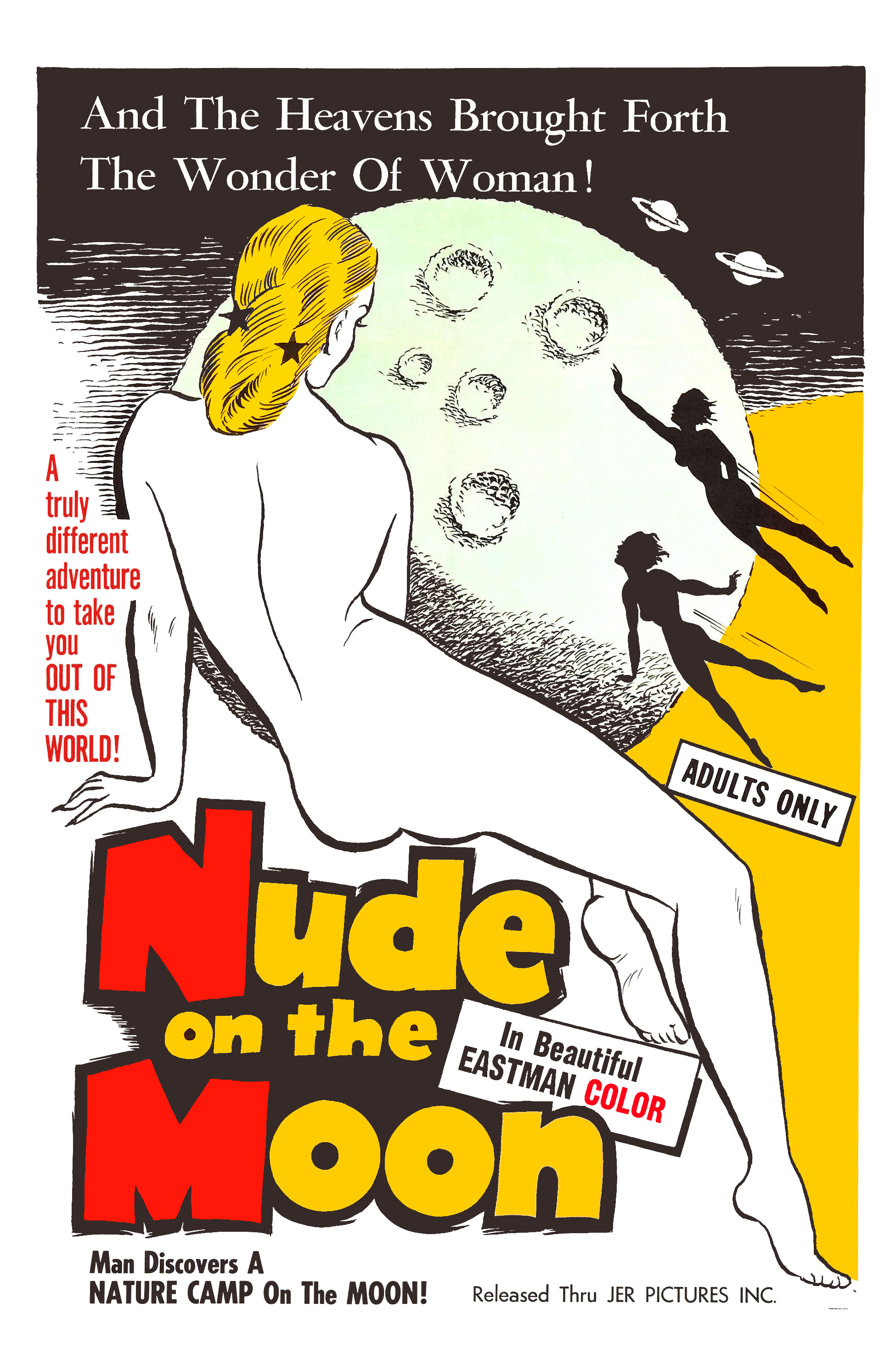
『Nude on the Moon』（1961年）ポスター

ウィッシュマンは、1960年から1964年にかけて8本のヌーディスト映画を完成させた。伝説的なバーレスクの女王ブレイズ・スター主演の『Blaze Starr Goes Nudist』（1962年）、『Other titles include Hideout in the Sun 』（1960年）、『Diary of a Nudist 』（1961年）、『Gentlemen Prefer Nature Girls 』（1962年）、『Playgirls International 』（1963年）、『Behind the Nudist Curtain 』（1963年）、『The Prince and the Nature Girl 』（1964年）。そして、ウィッシュマンのヌーディスト映画中、最も奇想天外な作品が、伝統的なヌーディストという素材をSFと組み合わせようと試みた、1961年の『Nude on the Moon 』である。商業的な可能性が失われた時点で、ウィッシュマンはヌーディストのジャンルに見切りをつけた。

## 1965年 - 1971年のセクスプロイテーション期
1960年代中頃、ウィッシュマンはセクスプロイテーションのジャンルで活動を始めた。この期間のウィッシュマンは、何本かの映画で「ルイス・シルヴァーマン (Louis Silverman) 」名義で監督している。
『Bad Girls Go to Hell 』（1965年）は、ウィッシュマンの最も有名な映画の1つで、この時期のセクスプロイテーション映画に見られる要素を数多く持っている。主人公は彼女を強姦し、更に関係を強要しようとした男性を殺してしまい、巨大都市ニューヨークを逃走する若い人妻である。彼女はすぐに、様々な性的危機や暴力的な状況に遭遇する。このジャンルにおいて元型的な状況設定ではあるが、女主人公へのウィッシュマンの感情移入は、一部の評者から原型的フェミニストと分析された。この映画は、ウィッシュマンと撮影技師C・デイビス・スミス (C. Davis Smith)の最も初期の協同作業の1つでもあった。スミスは1960年代と70年代、多くのウィッシュマンの映画で密接に仕事をし、ウィッシュマンの遺作、『Each Time I Kill 』を彼女の死後に撮影監督として完成させた。
ウィッシュマンのセクスプロイテーション時代の他の映画として、『The Sex Perils of Paulette 』（1965年）、『Another Day, Another Man 』（1966年）、『My Brother's Wife 』（1966年）、『A Taste of Her Flesh 』（1967年）、『Indecent Desires 』（1967年）、『Too Much Too Often! 』（1968年）が挙げられる。全てモノクロームで撮られた。その後の『猟奇性犯罪秘録』（1970年）と『処女絶叫/恥戯』（1971年）の2作はカラーで撮られ、実質的には急増しつつあったソフトコアのジャンルに、より近いものとなっている。

## 1972年 - 1983年
1970年代、ウィッシュマンは様々なジャンル、そしてジャンルの混合に挑戦した。『Keyholes Are for Peeping 』（1972年）は、コメディアン、サミー・ペトリロ (Sammy Petrillo)主演のセックス・コメディである。『デッドリー・ウェポン』（1974年）と『ダブル・エージェント73』（1974年）は、73インチ（約185cm）のバストで知られるストリッパー、チェスティー・モーガン主演のスリラー映画である。ウィッシュマンのチェスティー・モーガン主演映画は、彼女の最も有名で最も人気のある映画の一つで、誇張された美学で知られる。1970年代中頃、ウィッシュマンは少なくとも2本のハードコアポルノ映画を監督した。『Satan Was a Lady 』（1975年）と『Come with Me, My Love 』（1976年）は、いずれもパフォーマンスアーティストでポルノ女優のアニー・スプリンクルが主演した。
1971年に製作が開始され、1978年にようやく日の目を見た『Let Me Die a Woman 』（1978年）は性転換についてのセミ・ドキュメンタリー映画である。映画は実在のトランスジェンダーの人々の実態を数多く調査すると共に、多数の脚色されたドラマ部分を特色とし、後の伝説のポルノ男優、ハリー・リームスが（ティム・ロングとして）カメオ出演している。
1970年代後期にはスプラッター映画に興味が向かい、ウィッシュマンは『A Night to Dismember 』という映画でホラー映画に危険を冒して挑戦し、これは1983年頃完成した。この映画は寄せ集めの構造が目立ち、商業的に失敗し、ウィッシュマンは事実上引退に追い込まれた。

## 再評価と死去
1990年代に彼女の主にカルト的な評価が高まったことにより、人生の後半において、ウィッシュマンは、さらに3本の映画を完成させる事が出来た。セックス・コメディ『Dildo Heaven 』（2002年）、近代セクスプロイテーション映画、『Satan Was a Lady 』（同タイトルの1975年のハードコア映画とは異なる）。遺作となった『Each Time I Kill 』というスリラー映画は、マイアミ地区で撮られた。ウィッシュマンは2002年8月にマイアミ（フロリダ州）で悪性リンパ腫により死去した。90歳であった。そのわずか6週間前に映画の主要撮影は完了していた。映画はプロジェクトの製作総指揮者によって後に完成し、様々な映画祭で上映された。
2000年に、ウィッシュマンはエクスプロイテーション映画界で偶像視されるロジャー・コーマン、デイヴィッド・F・フリードマンと並んで、アメリカのエクスプロイテーション映画の盛衰に関するドキュメンタリー映画『SCHLOCK! The Secret History of American Movies』に出演した。この映画のための彼女のインタビューの抜粋をウィッシュマンの1960年の最初の映画『Hideout in the Sun 』のDVD（2007年）で見る事ができる。より近年、ウィッシュマンはナショナルパブリックラジオの番組「Fresh Air」でもインタビューを受け、NBCの『レイト・ナイト・ウィズ・コナン・オブライエン』に2度ゲスト出演し、またHarvard Film Archiveの回顧展とNew York Underground Film Festivalの主役でもあった。

## 関連文献
- Garfinkel, Elena. ‘Indecent Desires’: Sexploitation Cinema, 1960s Film Culture and the Adult Film Audience (Thesis, New York University, 2008)
- Brown, Michael J. The Art of Insignificance: Doris Wishman and the Cinema of Least Resistance (Thesis, New York University, 2015)
- Kozma, Alicia and Finley Freibert (eds.) The Films of Doris Wishman, Edinburgh University Press, 2021.
- Sconce, Jeffrey ed. Sleaze Artists - Cinema at the Margins of Taste, Style, and Politics (Duke University Press, 2007)